# Empresa de Transportes Andorinha
A Empresa de Transportes Andorinha S/A, ou apenas Andorinha é uma empresa brasileira de transportes rodoviários de passageiros sediada em Presidente Prudente, no estado de São Paulo, que se destaca em alguns estados. Sua frota é de aproximadamente 370 veículos.

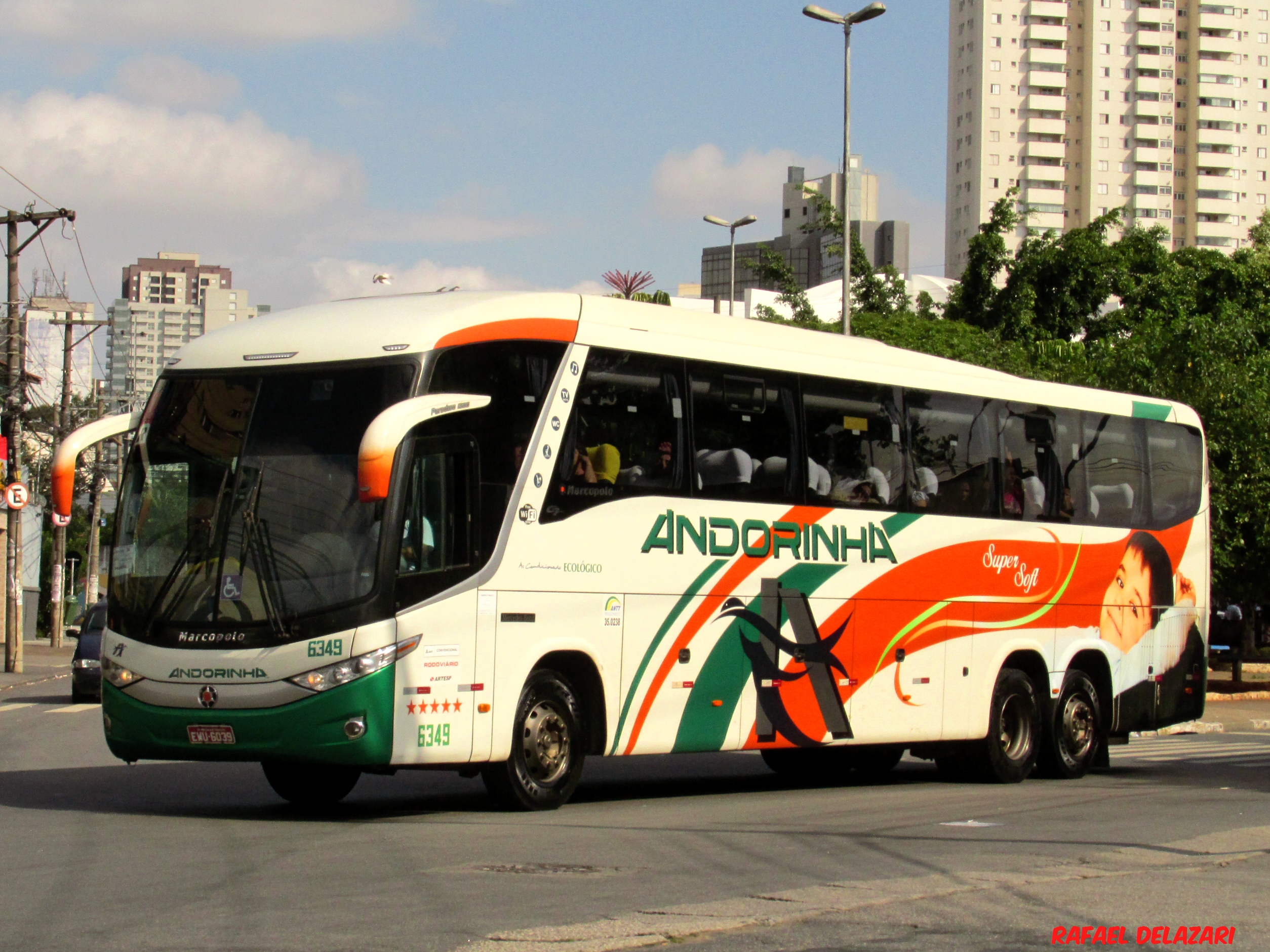
Modelo de um ónibus rodoviário usado pela Andorinha